# デリック
デリック（英語: derrick）とは、貨物などを吊り上げて移動させるクレーンの一種で、本体とは別に設置された原動機付のウインチ（巻上機）からワイヤーロープ（en:Wire rope）を介して本体ブームの上げ下げや旋回を行うことで稼動する機械装置のことである。

## 概要

デリックの模式図
6のウィンチで紫のワイヤを介してブームを上下する。
5のウィンチで緑のワイヤを介して吊り荷を上げ下げする。

デリックは、主として建設工事現場での資材の吊り上げや、港湾荷役における本船上での作業に用いられる。
なお、日本では港湾荷役に用いるデリックのうち、船上に設置されたものは（装置の形式・性質としてはデリックであるが）法令上の分類は「揚貨装置」とされており、運転に必要な免許（揚貨装置運転士免許）も別のものとなっている。
デリックが発明されたのは17世紀ごろのイギリスと言われており、当時は人力でウインチを巻き上げて操作する装置だった。装置の名称は、16世紀後期から17世紀初頭にかけてイギリスで死刑執行人を務めていたデリックという人名に由来している。彼は絞首刑の執行に際し、下に落として吊るのではなく、引き上げて吊るという方法を考案した人物である。

## デリックの分類
- ガイデリック
- スチフレッグデリック
- ジンポール

## デリックの法的規制
労働基準法関係
トン数に関わらずデリックの運転の業務、玉掛けの業務（二人以上の者によって行う玉掛けの業務における補助作業の業務を除く。）は、労働基準法第62条、年少者労働基準規則第8条により18歳未満の者を従事させることができない。
つり上げ荷重が5トン以上のデリックの運転の業務、トン数に関わらず玉掛けの業務（二人以上の者によって行う玉掛けの業務における補助作業の業務を除く。）は、労働基準法第64条の3、女性労働基準規則第2条により妊娠中の女性を従事させることができず、出産後1年を経過しない女性がこの業務に従事しない旨を申し出た場合も従事させることができない。
運転資格
- 吊り上げ荷重5トン以上のデリックの運転には次のいずれかの国家資格（学科試験・実技試験に合格すると免許される）が必要。
  - クレーン・デリック運転士免許（デリックについての限定条件がないものに限る）
  - 旧・デリック運転士免許
- 吊り上げ荷重5トン未満のデリックの運転には特別教育（2日程度の学科および実技教育）が必要。
- 前述のように、これらの資格のみでは、船上に設置されたデリック（揚貨装置）の運転は法的に認められない。

製造・設置
吊り上げ荷重2トン以上のデリックを製造しようとする者は、あらかじめ都道府県労働局長の許可を受けなければならず（労働安全衛生法第37条）、また設置したとき、主要構造部分に変更を加えたとき、使用を休止したものを再び使用しようとするときには、労働基準監督署長の検査を受けなければならない（労働安全衛生法第38条3項）。この検査に合格した場合、検査証の交付又は既に交付されている検査証に裏書が行われる（労働安全衛生法第39条2項、3項）。